# Kim Sang-kyeong
Dans ce nom coréen, le nom de famille, Kim, précède le nom personnel.
Kim Sang-kyeong ou Kim Sang-kyung à l'étranger (hangul : 김상경) est un acteur sud-coréen, né le 29 décembre 1971 à Séoul.

## Biographie
Kim Sang-kyeong est surtout connu pour ses films Memories of Murder (2003) et May 18 (2007). Deux de ses films, réalisés par Hong Sang-soo, Conte de cinéma (2005) et Hahaha (2010), sont présentés au Festival de Cannes. Kim joue également dans de multiples séries télévisées, notamment l'épopée historique King Sejong the Great (en) (2008).

## Filmographie

### Films
- 1998 : If the Sun Rises in the West (해가 서쪽에서 뜬다면 de Lee Eun
- 2002 : Turning Gate ou On the Occasion of Remembering the Turning Gate (생활의 발견) de Hong Sang-soo : Gyeong-soo
- 2003 : Memories of Murder (살인의 추억) de Bong Joon-ho : Seo Tae-yoon
- 2004 : How to Keep My Love (내 남자의 로맨스) de Park Je-hyeon
- 2005 : Conte de cinéma (극장전) de Hong Sang-soo : Kim Dong-soo
- 2006 : The World of Silence (조용한 세상) de Jo Eui-seok
- 2007 : May 18 (화려한 휴가) de Kim Ji-hoon : Kang Min-woo
- 2010 : Hahaha (하하하) de Hong Sang-soo : Jo Moon-kyeong, le réalisateur
- 2012 : The Tower (타워) de Kim Ji-hoon : Lee Dae-ho
- 2013 : Montage (몽타주) de Jeong Geun-seop : Cheong-ho
- 2018 : The Princess and the Matchmaker (궁합) de Hong Chang-pyo : le roi
- 2018 : La Disparue (사라진 밤) de Lee Chang-hee : Woo Jung-sik
- 2022 : Air Murder (공기살인) de Jo Yong-sun : Jeong Tae-hoon

### Séries télévisées
- 2000 : Swat Police (경찰 특공대) de Jeong Se-ho
- 2005 : Lawyers (변호사들) de Lee Tae-gon
- 2008 : The Great King Sejong (대왕 세종) de Kim Seong-geun et Kim Won-seok : Choong-nyeong, le prince royal
- 2010 : Secret Agent Miss Oh (국가가 부른다) de Kim Jeong-gyoo : Go Jin-hyeok
- 2021 : Racket Boys (라켓소년단) de Cho Young-kwang : Yoon Hyun-jong